# Giresunspor Kulübü
O Giresunspor Kulübü (mais conhecido como Giresunspor) é um clube multidesportivo turco com sede na cidade de Giresun, capital da província homônima, fundado em 9 de abril de 1967. Para além do futebol, sua atividade principal, também atua profissionalmente no handebol. 
Suas cores oficiais são o verde e o branco. Atualmente disputa a Süper Lig.
Desde 2021 manda seus jogos no recém-construído Estádio das Aveleiras de Giresun, com capacidade para receber até 22 028 espectadores.

## Títulos
- Segunda Divisão Turca (1): 1970–71
- Terceira Divisão Turca (1): 2013–14
- Quarta Divisão Turca (3): 1987–88, 1992–93 e 1996–97

### Campanhas de Destaque
- Vice-campeão da Quarta Divisão Turca (1): 1978–79
- Vencedor dos Playoffs da Terceira Divisão Turca (1): 2006–07
- Quartas-de-final da Copa da Turquia (2): 1976–77 e 2017–18
- Vice-campeão da Segunda Divisão Turca (1): 2020–21